# 1973 en France
Chronologie de la France
- 1969
- 1970
- 1971
- 1972
- 1973
- 1974
- 1975
- 1976
- 1977

Cet article présente les faits marquants de l'année 1973 en France.

## Événements
- Lancement du briquet Bic jetable à flamme réglable[1].

### Janvier
- 1er janvier : Pierre Messmer présente à Provins le programme de la majorité[2].
- 3 janvier : 
  - promulgation de la loi sur la Banque de France[3].
  - création en France de la fonction de médiateur, inspirée de celle de l'ombudsman en Suède[4].
- 11 janvier : première Action de Gina Pane Autoportrait(s) : mise en condition/contraction/rejet, performance réalisée le jour du vernissage de son exposition à la galerie Stadler à Paris[5].

### Février
- 3 février : parution dans le Nouvel Observateur du Manifeste des 331, pétition signée par 331 médecins revendiquant avoir pratiqué des avortements malgré la loi[6].
- 6 février : incendie du Collège Édouard-Pailleron à Paris[7] ; vingt morts.
- Nuit du 18-19 février : vol du cercueil de Philippe Pétain par un commando d'extrême droite au cimetière de Port-Joinville (Île d'Yeu) ; la police retrouve le cercueil le 21 février dans un garage Saint-Ouen[8].

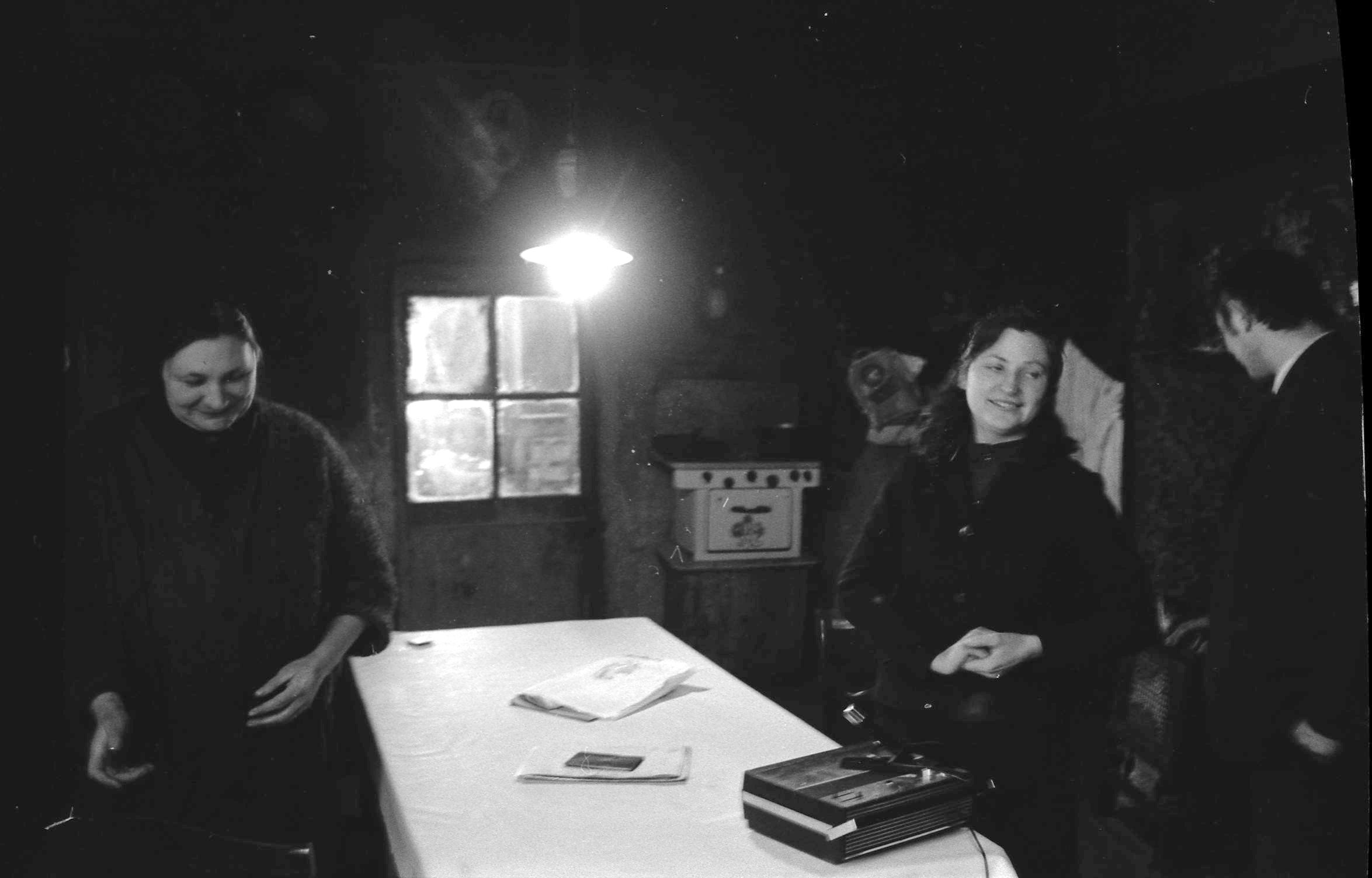
La famille Portal interviewée à La Fumade le 3 avril 1973.

- 22 février : début de l'affaire Portal à Saint-Nauphary près de Montauban, où une vieille famille de capitouls toulousains sous le coup d'un avis d'expulsion refuse de quitter son petit château de La Fumade et va vivre recluse jusqu'au 10 janvier 1975 et l'intervention des gendarmes[9].
- 26-27 février : journées d'action contre la loi Debré qui supprime les sursis longs accordés aux étudiants pour le service militaire[7].
- 27 février : Rosny-sous-Bois (Seine-Saint-Denis) inaugure le centre-commercial Rosny 2, le plus grand de l’Est de l’Île-de-France[10].

### Mars
- 4 et 11 mars : victoire de la droite aux élections législatives. Le PCF arrive en tête des partis de gauche[2].
- 5 mars : collision aérienne de Nantes entraînant la mort de 68 personnes[11].
- 14 mars : première coordination nationale contre la loi Debré[7].
- 21 mars : circulaire Guichard relative aux formes d'urbanisation dites « grands ensembles » et à la lutte contre la ségrégation sociale par l'habitat. Les premiers constats de violences et d'insécurité grandissante dans les  « grands ensembles » construits dans les années 60 conduisent à amorcer les premières politiques de la ville[12].
- 21 mars - 10 avril : grève des OS de Renault Boulogne-Billancourt[13].
- 22 mars : journée nationale de lutte contre la loi Debré[7].
- 28 mars : démission du Premier ministre Pierre Messmer. Il est chargé de l'expédition des affaires courantes jusqu'au 2 avril[14].

### Avril
- 2 avril :
  - Edgar Faure président de l'Assemblée Nationale[14].
  - Pierre Messmer, Premier ministre, se succède à lui-même[14].
  - deuxième journée nationale de lutte contre la loi Debré, qui supprime les sursis longs au service militaire, qui suscite une vague d’agitation étudiante et lycéenne.
- 5 avril :
  - formation du second gouvernement Pierre Messmer[14].
  - création du mouvement pour la liberté de l’avortement et de la contraception (MLAC)[5].
  - 8 avril : mort de Pablo Picasso d'une embolie pulmonaire à Mougins en France.
- 18 avril : premier numéro du quotidien Libération[15].

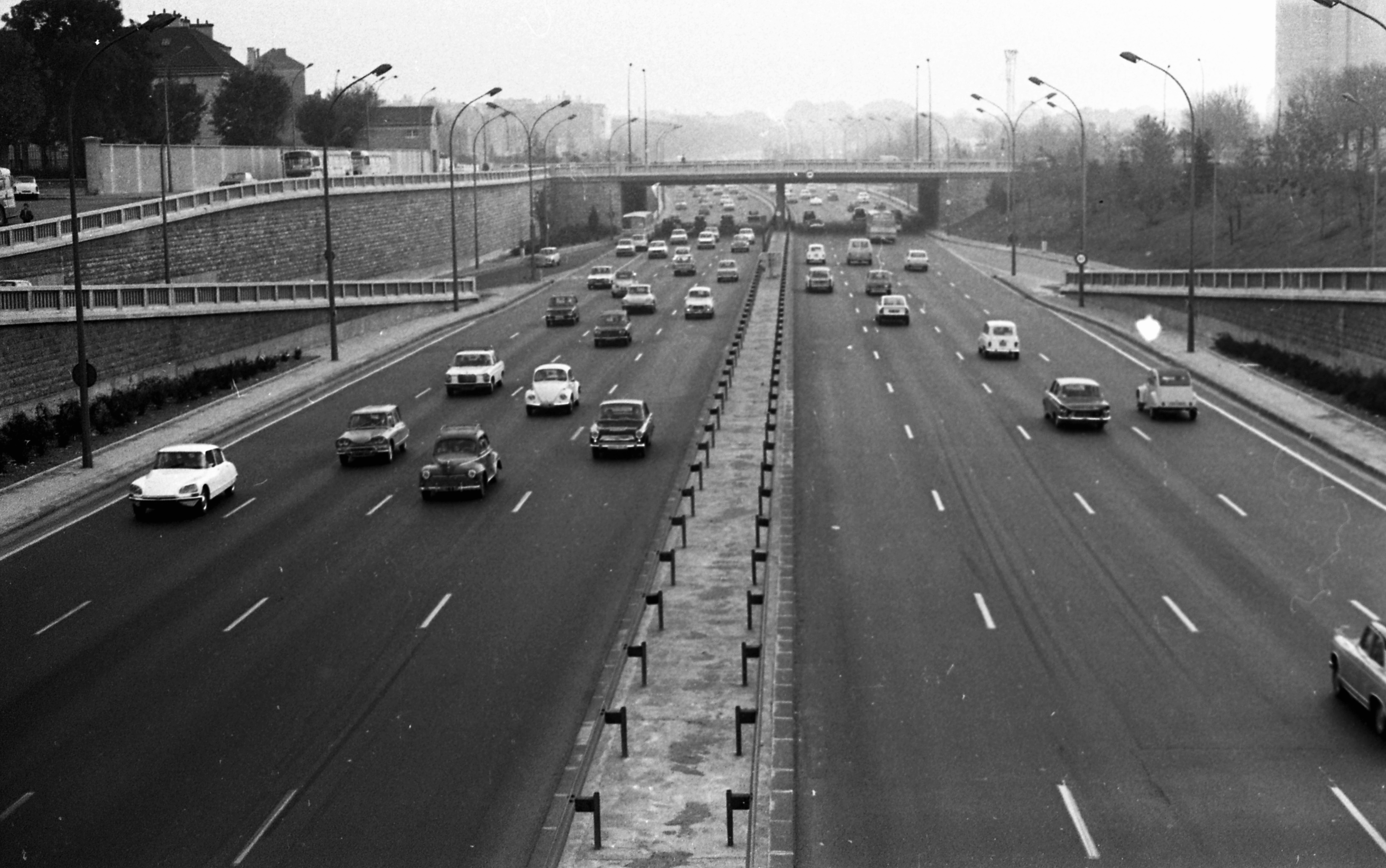
Le boulevard périphérique en 1971.

- 25 avril : inauguration du dernier tronçon du boulevard périphérique de Paris[16].

### Mai
- 10-25 mai : festival de Cannes[réf. souhaitée].

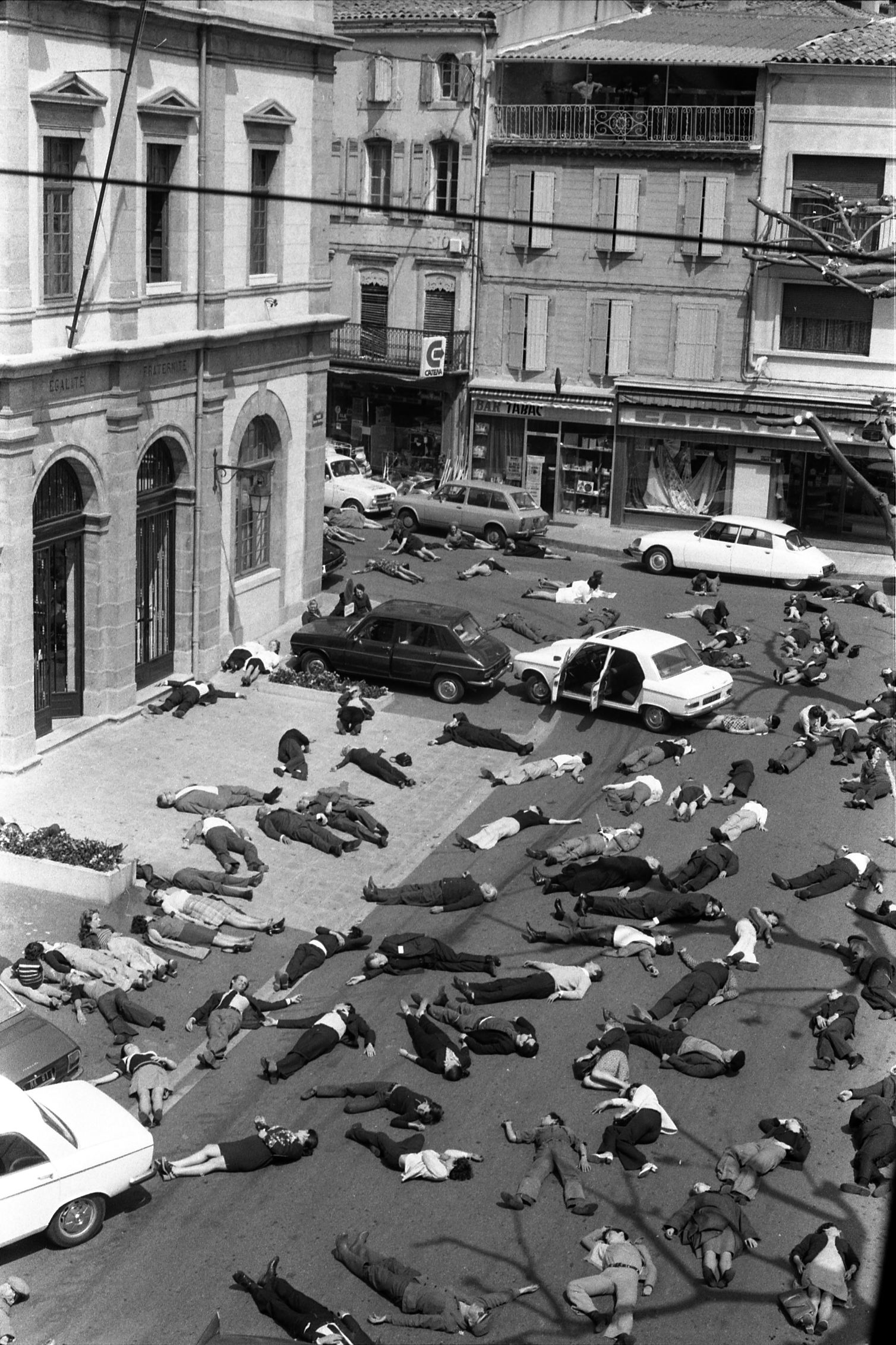
Mazamet, ville morte

- 17 mai : les habitants de Mazamet, ville d'environ 16 000 habitants, se couchent sur le sol pendant dix minutes pour symboliser le nombre de tués sur les routes en France l'année précédente[17].
- 25 mai-16 août : grève à la fonderie d'aluminium de Péchiney-Noguères dans les Pyrénées-Atlantiques[18].

### Juin

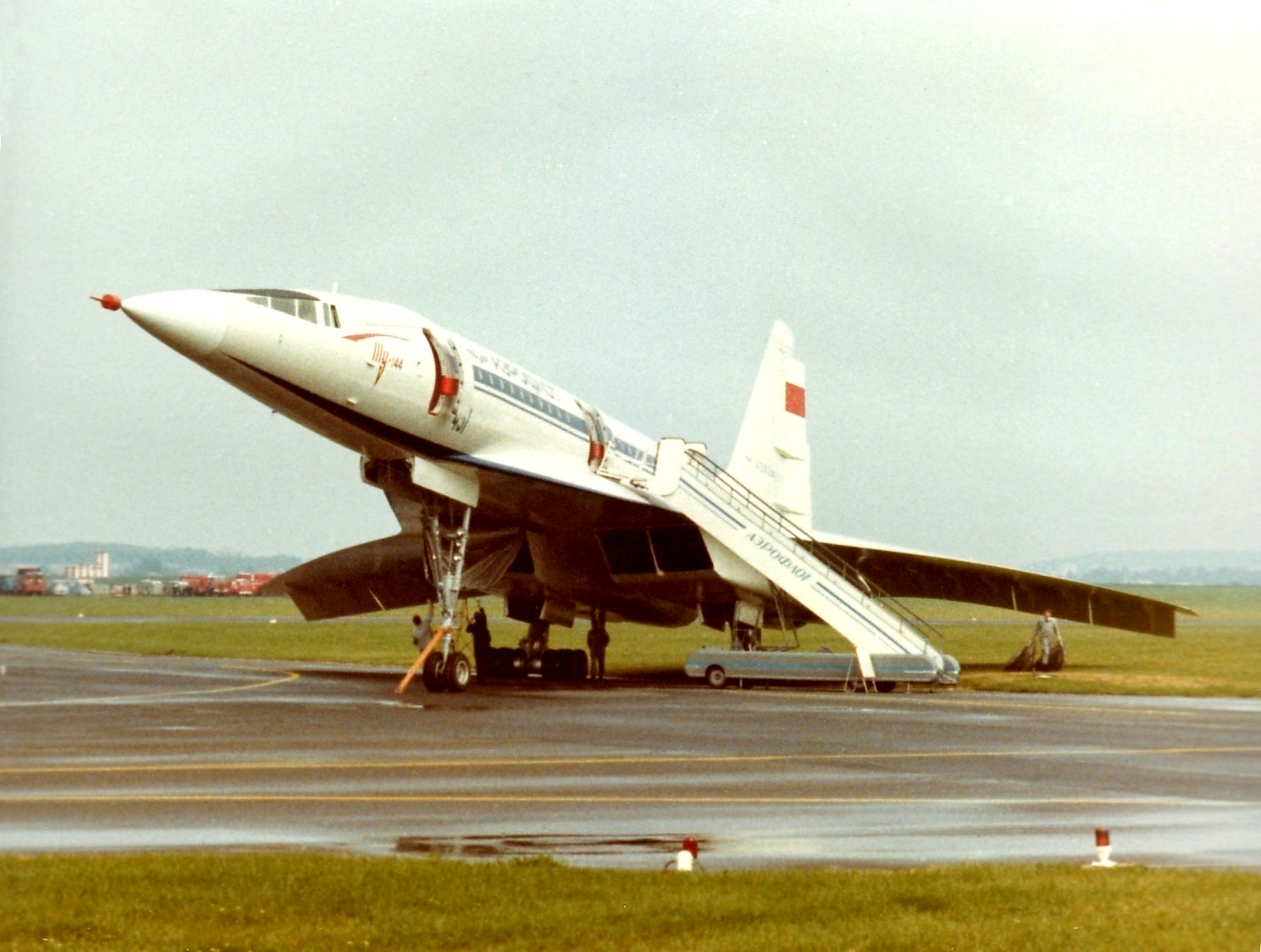
Le Tupolev 144 la veille du crash.

- 3 juin : un Tupolev 144 s'écrase à Goussainville faisant 14 morts, lors d'une démonstration pendant le salon du Bourget (voir accident du Tupolev Tu-144 au Bourget)[19].
- 6 juin : Brigitte Bardot annonce son arrêt définitif du cinéma au journal France-Soir[20].
- 12 juin :
  - début de la grève Lip à Besançon (fin le 29 janvier 1974). Les ouvriers, menacés par la faillite de l’entreprise, occupent l’usine, vendent le stock de montres pour assurer leurs salaires et tentent de remettre l’usine en marche[21].
  - deux cents travailleurs immigrés qui manifestent devant la mairie de Grasse pour obtenir la régularisation de leur situation administrative sont dispersés par des lances d'incendie sur ordre du maire[22].
- 15 juin : accord sur le processus visant la consultation sur l'indépendance de l'archipel des Comores.
- 21 juin : meeting d'Ordre Nouveau à Paris. Violents affrontements entre militants d'extrême gauche, CRS et militants d'extrême droite[18].
- 22 au 24 juin : congrès du PS à Grenoble, François Mitterrand réélu premier secrétaire[23].
- 22 juin : ordonnance la Cour internationale de justice de La Haye demandant à la France de surseoir à ses prochains essais nucléaires atmosphériques[24].
- 23 juin :
  - manifestation antinucléaire à Papeete[25].
  - colloque « Bretagne et autogestion » organisé par le PSU à Mûr-de-Bretagne[18].
- 28 juin : dissolution de la Ligue communiste et d'Ordre Nouveau[18].
- 30 juin : éclipse totale du soleil la plus longue du siècle (6 min 20 s). Une équipe d'astronomes suit l'éclipse pendant 75 minutes à bord du Concorde 001 en Afrique[26]

### Juillet
- 11 juillet : un Boeing 707 de la compagnie Varig s'écrase dans la plaine de Saulx-les-Chartreux. 123 morts, 11 survivants[27].
- 17 juillet : le Fri, un navire de Greenpeace venu contester les essais nucléaires français est arraisonné dans les eaux territoriales françaises au large de Moruroa[25].

### Août
- 2 août : le gouvernement nomme Henri Giraud comme médiateur dans l'affaire Lip. Le 11 août, les négociations commencent[21].
- 15 août : évacuation par la police de l'usine Lip de Besançon[21].
- 25 août : l'assassinat d'un conducteur d'autobus à Marseille par un algérien déséquilibré marque le début d'une vague de ratonnades anti-algériennes qui vont tuer 50 personnes et en blesser 300, et qui s'achèvent le 14 décembre avec un attentat contre le consulat d'Algérie à Marseille qui fait 4 morts et 22 blessés, revendiqué par l'organisation terroriste d'extrême-droite Groupe Charles-Martel[18].

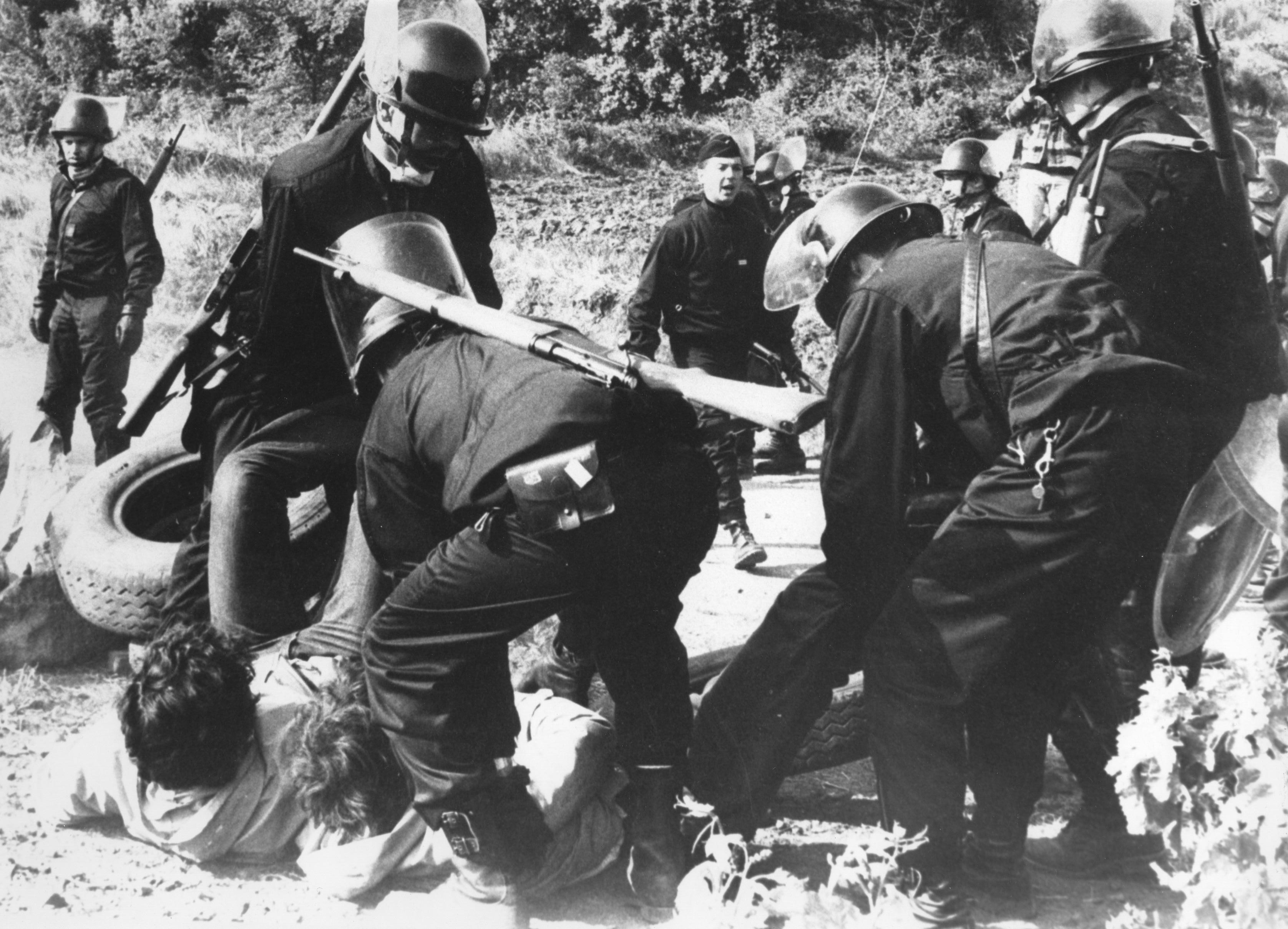
Gendarmes mobiles en action sur le Larzac

- 25 et 26 août : rassemblement au Rajal del Guorp près de La Cavalerie de 80 000 personnes organisé par les Paysans-travailleurs contre l'extension du camp militaire du Larzac[28].

### Septembre
- 13 septembre : inauguration de la tour Montparnasse[16].
- 23 septembre et 30 septembre : élections cantonales, progression du PS aux dépens du PCF et de la majorité de droite[18].
- 29 septembre : marche pour Lip sur Besançon, qui réunit cent mille personnes[21].

### Octobre
- 4 octobre : démission collective Conseil du développement culturel[29].
- 15 octobre :
  - création au château d'Igny de la Nouvelle Droite française (N.D.F.), association politique d'extrême droite dont la devise est « Ni Dieu, ni maître, ni Marx »[30].
  - le Premier ministre Pierre Messmer déclare : « Lip, c'est fini ! »[21].
- 16 et 19 octobre : l'Assemblée et le Sénat votent la réduction à cinq ans du mandat présidentiel, mais la majorité des trois cinquièmes n'étant pas assurée, Georges Pompidou renonce à la convocation du Congrès[31].
- 18 octobre : deux semaines après le début de la guerre du Kippour, Danielle Cravenne détourne le vol Paris-Nice d'Air France pour protester contre la sortie du film comique Les Aventures de Rabbi Jacob, qu'elle imagine « anti-palestiniens » ; elle est abattue par GIPN à Marignane[32].
- 30 octobre : sortie du documentaire Histoires d'A militant pour la libéralisation de l'avortement et de la contraception, réalisé par Charles Belmont et Marielle Issartel ; l'affiche de Monique Frydman et le film sont interdits par le ministre des Affaires Culturelles Maurice Druon le 22 novembre malgré les avis favorables de la commission de contrôle[5].

### Décembre
- 2 décembre : congrès constitutif du Mouvement des Radicaux de Gauche (MRG)[23].
- 4 décembre : début de l'affaire des micros du Canard Enchaîné[33].
- 8 décembre : deux pandas géants offerts par la Chine au Président Pompidou dans le cadre de ses relations diplomatiques arrivent à Paris[34].
- 13-14 décembre : l'Assemblée renvoie en commission le projet de loi sur l'avortement[18].
- 14 décembre : attentat contre le consulat d'Algérie à Marseille[18].
- 15-16 décembre : le Congrès national extraordinaire du Parti socialiste de Bagnolet sur les questions européennes se déclare favorable à la Construction Européenne[23].
- 20 décembre : publication en russe à Paris de L'Archipel du Goulag de Soljenitsyne[18].
- 27 décembre : loi d'orientation du commerce et de l'artisanat dite loi Royer, limitant l’ouverture des grandes surfaces[35].

## Naissances en 1973
- 26 janvier : Melvil Poupaud, acteur français.
- 5 avril : Élodie Bouchez, actrice française.
- 29 avril : David Belle, acteur, gymnaste français et fondateur de Parkour.
- 9 juin : Magalie Madison, actrice française
- 18 juin : Julie Depardieu, actrice française et fille aînée de Gérard Depardieu.
- 8 juillet : Medi Sadoun, acteur et chanteur français.
- 14 août : Romane Bohringer, actrice française fille de Richard Bohringer.
- 27 décembre : Tabatha Cash, ancienne actrice pornographique française.

## Décès en 1973
- 8 avril : Pablo Picasso, peintre, dessinateur et sculpteur espagnol (° 25 octobre 1881)